# فیات فیوریونو

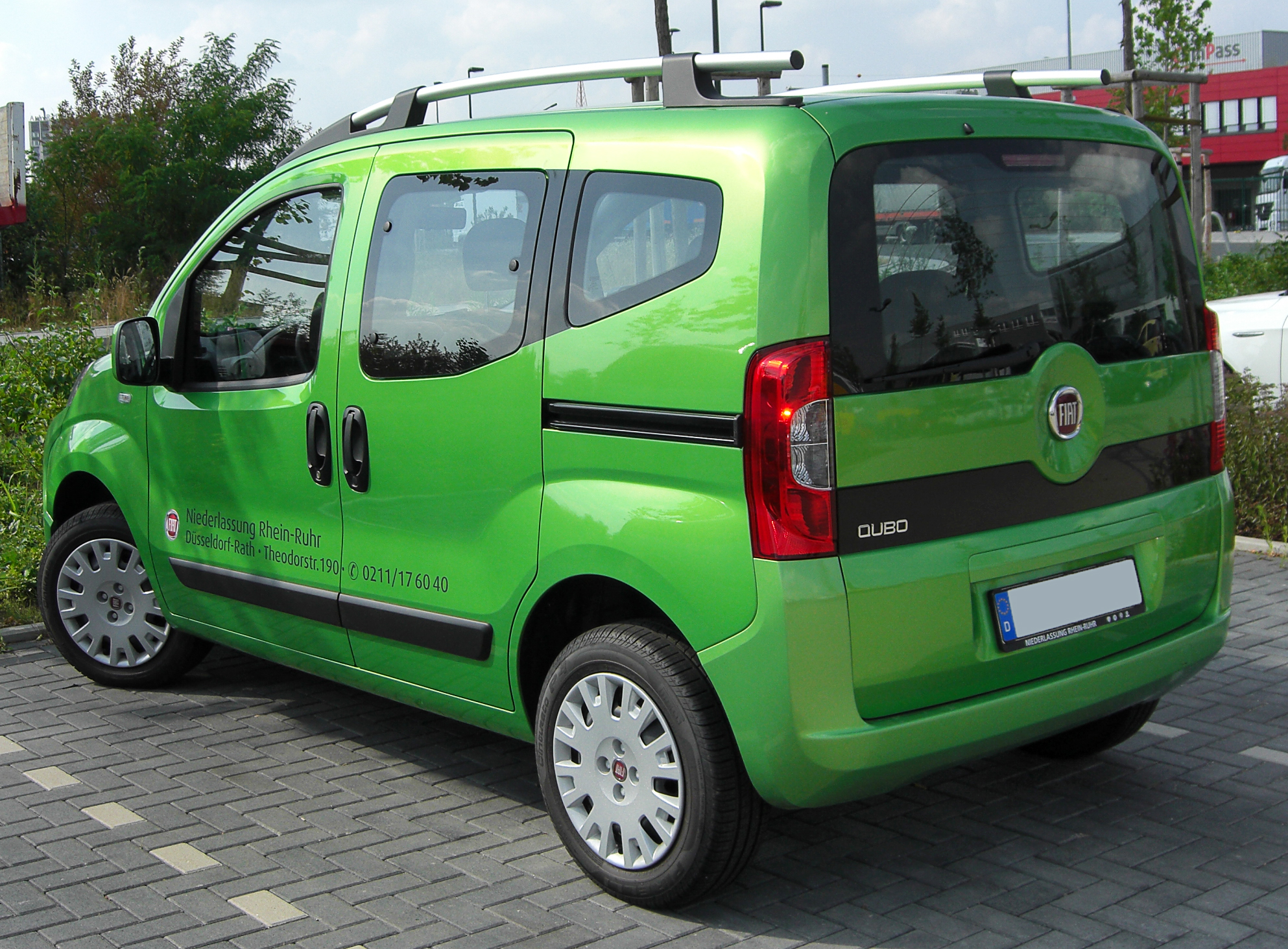
نمای پشت فیات فیورینو

فیات فیورینو (Fiat Fiorino) خودرویی است که از سال ۱۹۷۷–کنون تولید شده‌است. سیتروئن نمو و فیات فیوریونو و پژو بیپر همگی توسط شرکت خودروسازی ترکیه‌ای توفاش توسعه پیدا کردند.

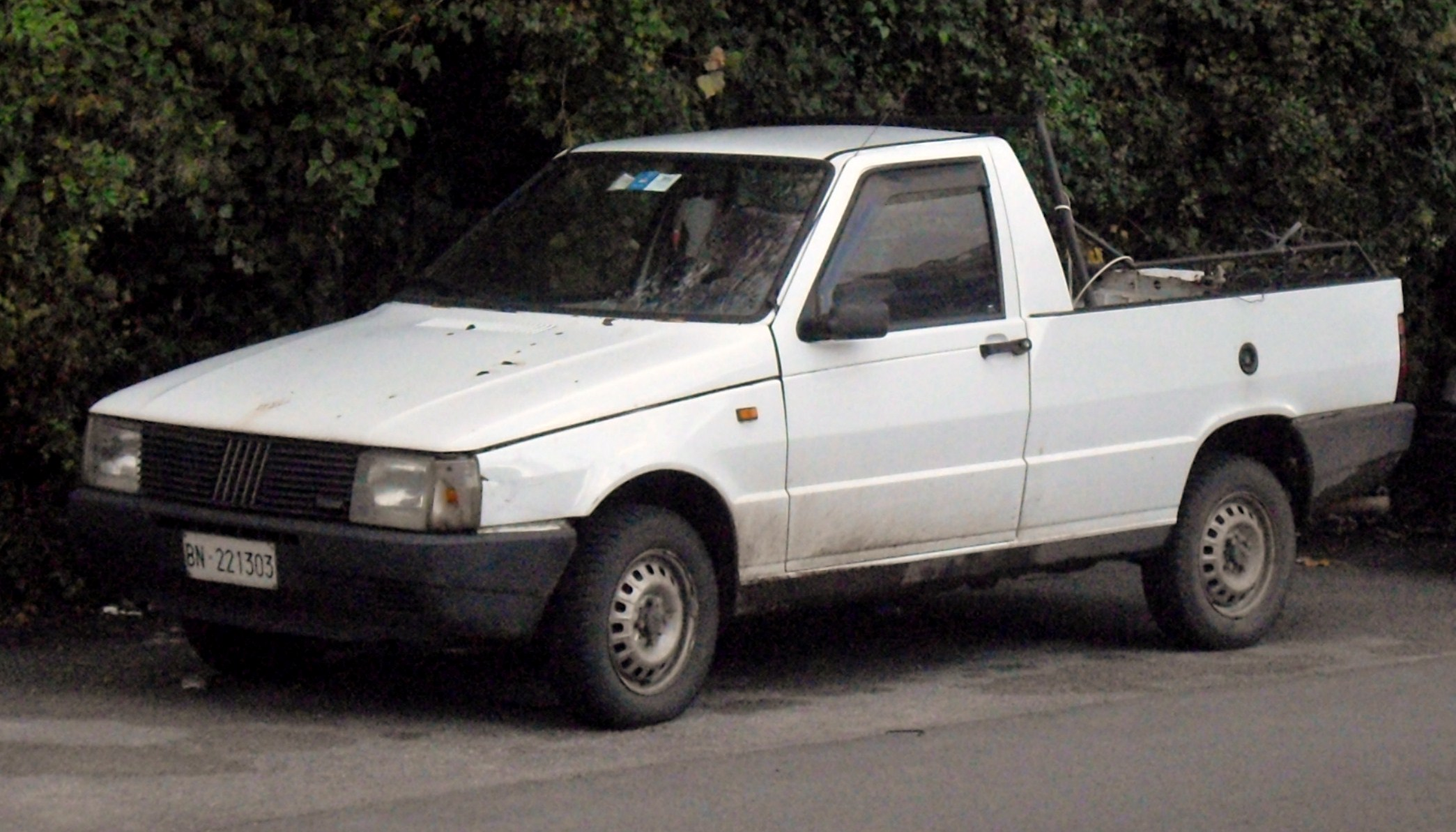
نمای سه رخ فیات فیوریونو پیکاپ
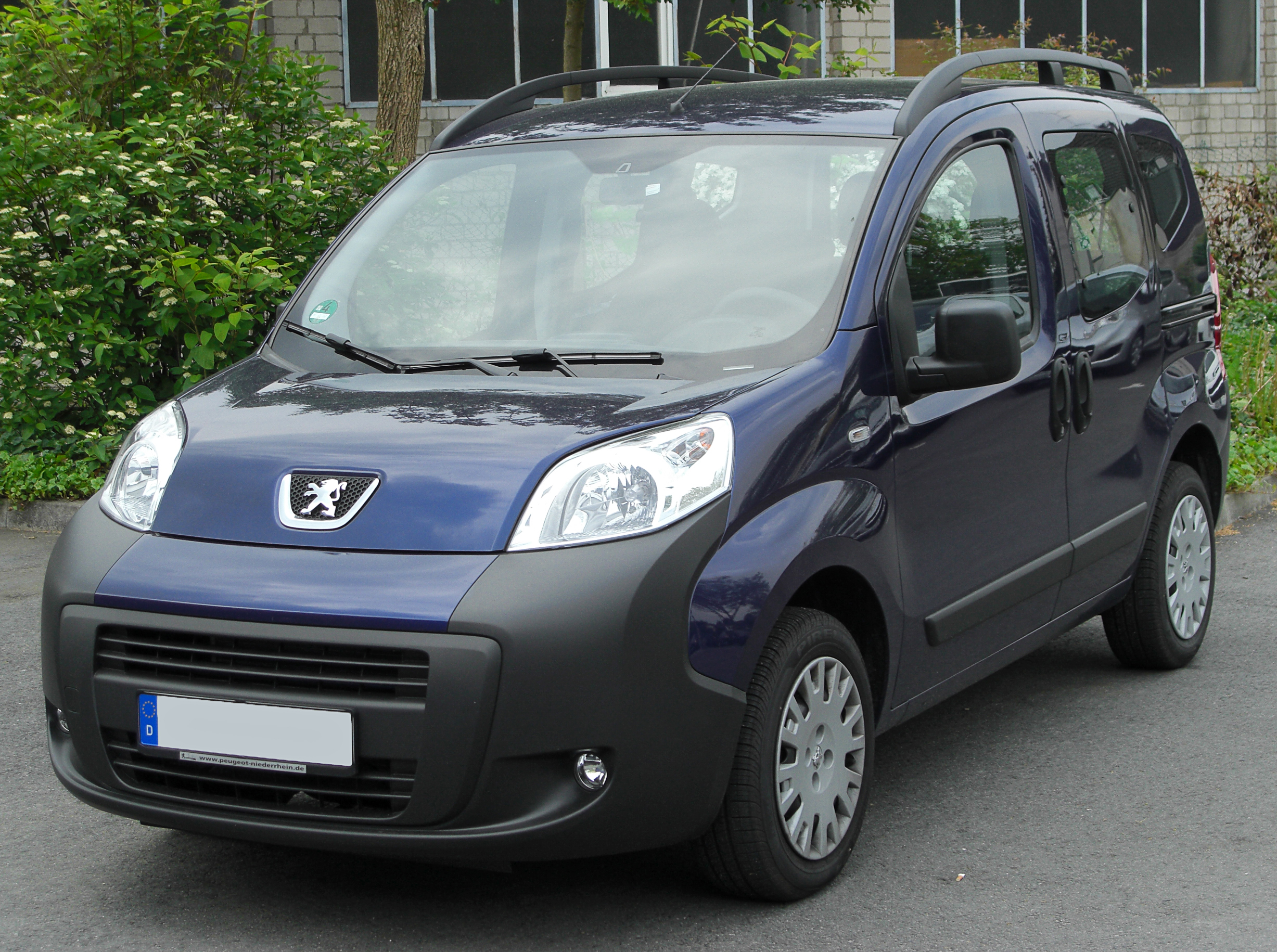
نمای سه رخ فیات فیوریونو تولید شده تحت نشان پژو بیپر
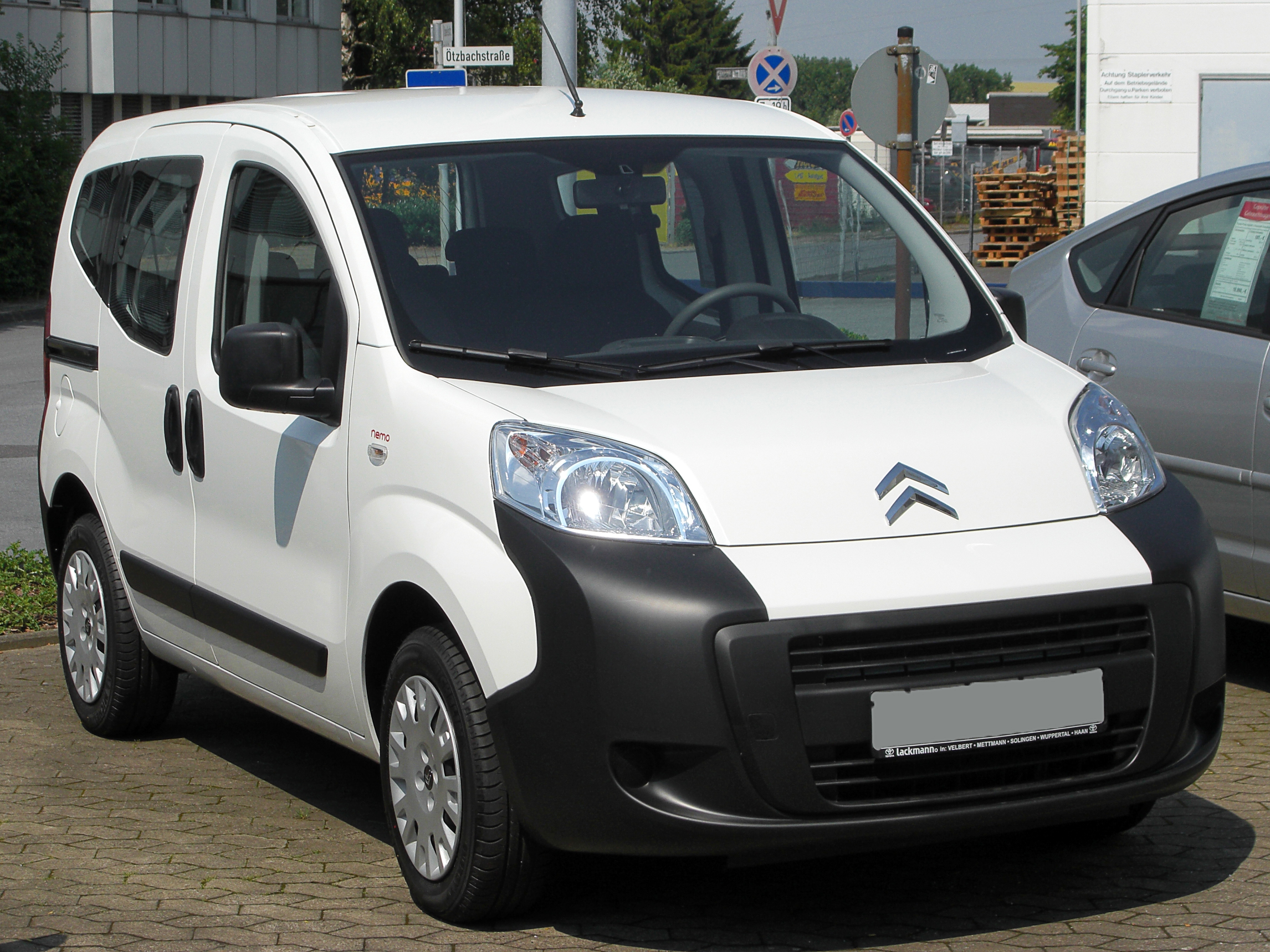
نمای جلو فیات فیوریونو تولید شده تحت نشان سیتروئن نمو
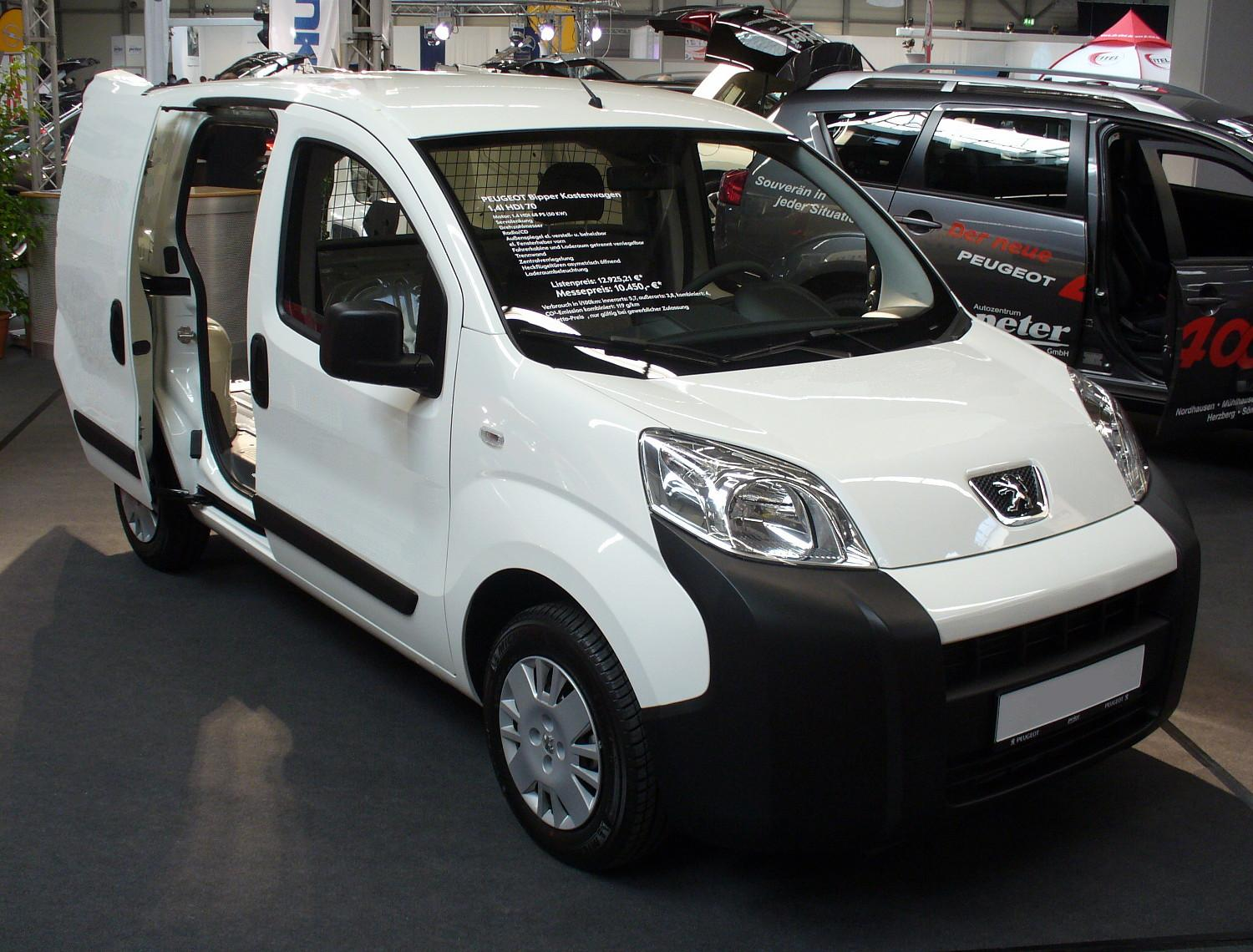
نمای جلو فیات فیوریونو تحت نشان پژو بیپر در یک نمایشگاه خودرو

## پژو بیپر
پژو بیپر از نوع خودروهای ون اندازه کوچک ساخت شرکت خودرو سازی پژو فرانسه می‌باشد. این خودرو از سال ۲۰۰۷ در حال ساخت و فروش در کشور فرانسه می‌باشد. بدنه و بیشتر قطعات این خودرو از خودروهای سیتروئن نمو و فیات فیوریونو الگوبرداری شده‌است.

## سیتروئن نمو
سیتروئن نمو (Citroën Nemo) خودرویی است که در بورسا، ترکیه و توفاش تولید شده‌است. این خودرو در کلاس ون قرار گرفته، است. سیستم جعبه‌دندهٔ آن به صورت دستی است.